# Párpados azules
Párpados azules és una pel·lícula mexicana de drama estrenada en 2007. Es tracta de l'opera prima d'Ernesto Contreras, a més del primer protagonista de l'actriu Cecilia Suárez.
El títol de la pel·lícula va sorgir a l'inici del projecte, quan es va pensar en alguna cosa que pogués tenir diferents connotacions. Marina té les parpelles pintades de blau quan es fa el primer petó amb Víctor quan van anar a ballar.

## Sinopsi
Marina Farfán és empleada d'una fàbrica de teles, i durant una celebració de la propietària de l'empresa Marina es guanya un viatge amb totes les despeses incloses a Playa Salamandra. Quan recull el seu premi, Marina s'assabenta que és per dues persones, però la seva introvertida i sòrdida personalitat li han impedit establir relacions amb la gent durant anys i no sap amb qui compartir el viatge.
En una ocasió, mentre Marina compra pa, és reconeguda per Víctor, un excompany de secundària a qui ella no recorda però que és una mica insistent a voler enraonar amb ella per recordar els vells temps. Marina deixa passar l'oportunitat d'enraonar amb ell, però quan es baralla amb la seva germana Lucía, amb qui anava a anar al viatge, decideix cridar Víctor per convidar-lo a anar amb ella.
Víctor accedeix a anar al viatge amb ella, però mentre arriba la data, de manera espontània, alternen invitacions a sortir que fan que gradualment es vagin coneixent. Encara que existeix la disposició en tots dos, no arriben a connectar-se emocionalment. Arriba el moment en què tots dos han de confessar-se que estan sols, i que és el motiu principal que els va unir propiciant que Marina convidés Víctor i que aquest acceptés el viatge d'una gairebé total desconeguda.
Arribada la data del viatge, Marina decideix anar-se'n sola. En tornar, parla amb Víctor per proposar-li que han de donar-se una segona oportunitat i ell accedeix. Víctor li proposa matrimoni i decideixen casar-se, malgrat la nul·la connexió que tenen i l'absència d'amor.

## Actors
- Cecilia Suárez interpreta a Marina Farfán.

És una venedora d'una fàbrica de roba. El seu caràcter l'ha bandejat a una vida profundament solitària, que nota només quan s'adona que el viatge que guanya és per a dues persones i no té a qui portar.
- Enrique Arreola interpreta a Víctor Mina.

Excompany de secundària de Marina. És un home tan solitari com Marina. Constantment recorda als antics companys de la secundària, que segons ell va ser la millor època de la seva vida.
- Tiaré Scanda interpreta a Lucía, germana de Marina.

Té problemes en el seu matrimoni i egoistament li demana a la seva germana que li cedeixi el seu viatge per a intentar arreglar-los. Pensa que Marina li té enveja per la seva família.
- Ana Ofelia Murguía interpreta a Lulita, propietària de l'empresa on treballa Marina.

És la propietària de la fàbrica que rifa el viatge que guanya Marina. Comença a adonar-se que ja és vella i pròxima a la mort. Cap al final de la pel·lícula li exigeix a la seva infermera que alliberi tots els ocells que té engabiats a la seva casa. Se sent igual de tancada que ells.
- Laura de Ita, interpreta a Lola, l'agent de viatges.

És l'agent viatgera que atén a Marina. A més té un caràcter alegre que es contraposa al de Marina.

## Premis i reconeixements
- Premi Especial del Jurat, al Sundance Film Festival[4]
- Premi Horitzons, Esment especial al Festival Internacional de Cinema de Sant Sebastià.[5]
- Esment Especial i Premi Especial del Jurat, al Festival de Cinema de Miami.
- Premi Mezcal (Enrique Contreras), Premi Mayahuel al Millor Guió i a la Millor Pel·lícula Iberoamericana, al Festival Internacional de Cinema de Guadalajara.[6]
- Premi Ariel de Plata a la Millor Òpera Prima, per Enrique Contreras.